# Leon (Zeitschrift)
Leon (Eigenschreibweise: LEON*) war eine deutsche Sportzeitschrift zum Thema Turnen.

## Konzept
Das Magazin erschien ab 2000 als Nachfolgepublikation der Zeitschrift Olympisches Turnen aktuell und war nach dem früheren Turnolympiasieger Leon Štukelj benannt. Es trug den Untertitel „Fachzeitschrift für Kunstturnen, Rhythmische Sportgymnastik, Trampolinturnen und Sportakrobatik“. Bis zu seiner Einstellung im Dezember 2024 erschien es sechsmal jährlich in einer verkauften Auflage von 3800 Exemplaren. Die Zahl der Leser wurde mit 8000 angegeben, Zielgruppe waren Sportler, Trainer, Übungsleiter, Kampfrichter, Vereins- und Verbandsfunktionäre (DTB und Landesturnverbände).
Das Magazin kürte jährlich die Kunstturner des Jahres.